# نقابة الأخصائيين الاجتماعيين والنفسيين الفلسطينية
نقابة الأخصائيين الاجتماعيين والنفسيين الفلسطينية هي نقابة مهنية غير حكومية تأسست في 1997 في الضفة الغربية لتمثيل خريجي كليات وأقسام العلوم الاجتماعية في فلسطين.

## التاريخ
تأسست النقابة في 1997 في بيت لحم بمبادرة من مجموعة من خريجي العلوم الاجتماعية، وصدر ترخيصها عن وزارة العمل الفلسطينية، وعقدت انتخابات لأول هيئة إدارية في 17 يناير 1997 في مقر مجمع النقابات المهنية ببيت لحم تحت إشراف وزارة العمل ووزارة الشؤون الاجتماعية ومجمع النقابات المهنية. تم إنشاء فروع للنقابة في محافظات الخليل ورام الله ونابلس وقلقيلية وسلفيت وطولكرم وجنين في الضفة الغربية، وعُقد مؤتمر للربط بين هذه الفروع في 24 مارس 1997، تم خلاله انتخاب المكتب التنفيذي والنقيب تحت إشراف وزارة العمل. في 2004، تم إنشاء فرع تاسع للنقابة في محافظة القدس. لاحقاً، تم إنشاء فروع للنقابة في محافظات قطاع غزة.

## الأهداف
أسست النقابة لتمثيل الأخصائيين النفسيين والاجتماعيين والدفاع عن حقوقهم، وتهدف إلى رفع المستوى المهني للأخصائيين الاجتماعيين والنفسيين وتوفير فرص العمل لهم، والعمل على نشر خدمات الإرشاد الاجتماعي والنفسي في كافة المستويات الرسمية والشعبية.

## فروع النقابة
منذ عام 1997 تم انشاء وتطوير تسعة فروع في الضفة الغربية في محافظات :
١.الخليل
٢.نابلس
٣.القدس
٤.قلقيلية
٥.بيت لحم
٦.سلفيت
٧.جنين
٨.رام الله
٩.طولكرم
وقد عقد المؤتمر الأول الذي التأمت في هذه الفروع في الضفة الغربية بتاريخ 1997-03-24 والذي تم خلاله انتخاب المكتب التنفيذي والنقيب تحت رعاية عاية وإشراف جهة الترخيص وزارة العمل وعدد من المؤسسات الوطنية.
في عام 2004 تم تأسيس فرع القدس لأول مرة ، والذي التحق بعضوية مكتب مجلس النقابة وكان هو الفرع التاسع.